# Jim Allen (Fußballspieler)
James „Jim“ Allen  (* 12. Mai 1859 in Magilligan; † 19. März 1929 in Bethlehem, Pennsylvania) war ein irischer Fußballspieler.

## Karriere
Allen spielte neben Fußball auch Cricket und wurde 1882, als die Vereinsmitglieder des Limavady Wanderers Cricket Club eine Fußballabteilung ins Leben riefen, Vereinsvertreter beim irischen Fußballverband. 1883 schloss er sich dem ebenfalls in Limavady beheimateten Lokalrivalen Alexander an. Nach der Fusion der beiden Klubs ein Jahr später, spielte er fortan für den daraus hervorgegangenen Limavady FC. Der Klub gehörte in der Folge zu den stärksten auf der irischen Insel, 1885 stand Allen mit dem Verein erstmals im Finale um den Irish Cup, die Partie endete aber mit einer deutlichen 0:3-Niederlage gegen den Distillery FC. Ein Jahr später unterlag er mit seinem Team erneut im Pokalfinale dem Distillery FC aus Belfast mit 0:1. Der Klub spielte auch regelmäßig gegen englische Mannschaften, dabei gelang am 2. Januar 1886 ein viel beachteter 1:0-Erfolg gegen den FC Everton an der Anfield Road.
Im Februar 1887 folgte für Allen ein Länderspieleinsatz für das irische Auswahlteam, die Partie gegen England an der Bramall Lane von Sheffield ging aber deutlich mit 0:7 verloren. Von der Presse wurde weniger die Defensive – Allen hatte mit Archie Rosbotham und Billy Crone die Läuferreihe gebildet – als die Offensive als Schwachstelle ausgemacht, so schrieb ein irischer Pressevertreter über die Stürmerreihe „…wofully  weak, want of combination, lack of dash, and no passing to speak of being the characteristics of the five.“ Im Spielbericht der Zeitung The Yorkshire Post wurde Allen neben Mannschaftskapitän Johnny Gibb und Verteidiger Fred Browne zu den auffälligsten Akteuren seines Teams gezählt. Zu einem weiteren Länderspieleinsatz kam es dennoch nicht.
In den folgenden Jahren machte Limavady und Allen nur noch auf regionaler Ebene Schlagzeilen. In den Spielzeiten 1887/88, 1888/89, 1889/90 war er Auswahlspieler für das County Londonderry und gewann mit Limavady 1887, 1888, 1889, 1890, 1891, 1893 insgesamt sechsmal den Titel des North West Senior Cups, 1892 und 1894 unterlag man zudem erst im Finale des Pokalwettbewerbs des Countys Londonderry.
Anlässlich der Todesmeldung seines ehemaligen Mitspielers Orr Devine im Dezember 1937 wurde Allen, der den Spitznamen „Bummer“ trug, neben Nat Brown und H. J. Philips als einer von drei noch lebenden Spielern der damaligen Limavady-Mannschaft genannt. Tatsächlich war der in die Vereinigten Staaten ausgewanderte Allen dort bereits 1929 verstorben.